# Fort Worth
Fort Worth ist die fünftgrößte Stadt in Texas und die sechzehntgrößte der Vereinigten Staaten. Das U.S. Census Bureau hat bei der Volkszählung 2020 eine Einwohnerzahl von 918.915 ermittelt. Sie ist eine principal city des Verdichtungsraumes Dallas-Fort-Worth-Metroplex.
In Fort Worth hat die Texas Christian University ihren Sitz. Auch die Zentrale von American Airlines, einer der größten Fluggesellschaften der Welt, befindet sich hier.

## Geschichte
Seit dem Sieg von Texas über Mexiko bei der Schlacht von San Jacinto von 1836 bildeten sich Spannungen zwischen der Republik Texas und ihrem südlichen Nachbarn Mexiko. Gegen die 1840er Jahre wanderten viele Amerikaner der Ostküste in westlicher Richtung. Texas blieb eine unabhängige Republik, bis es am 29. Dezember 1845 der 28. US-Staat wurde. 1846 begann der Mexikanisch-Amerikanische Krieg.
Im Jahr 1849 wurde Fort Worth als Militärposten gegründet und am 14. November 1849 nach General William J. Worth, Befehlshaber der US-Truppen im Mexikanisch-Amerikanischen Krieg, benannt. Dieser spielte eine Schlüsselrolle bei der Eroberung von Puebla, der damals zweitgrößten Stadt von Mexiko.
Später entwickelte die Stadt sich zu einem der größten Viehhandelszentren der USA, da es auf der Strecke eines wichtigen Viehtransportweges, des Chisholm Trails, lag. Im Jahre 1876 wurde Fort Worth ans Eisenbahnnetz der Texas and Pacific Railroad angeschlossen, was die Bedeutung der Fort Worth Stockyards als Knotenpunkt des Viehtransports verstärkte.
1892 wurde die Cathedral of Saint Patrick erbaut.
Bis heute hat sich die Stadt den Charme einer „Cowboy-Stadt“ bewahrt; ihre Atmosphäre gilt als altmodischer und entspannter als die des benachbarten Dallas.
Die amerikanische Groove-Metal-Band Pantera, die 1990 das Album Cowboys from Hell veröffentlichte, stammte aus der texanischen Großstadt Fort Worth.

## Sehenswürdigkeiten
Übersicht: Historische Denkmäler im Tarrant County
Die im Cultural District versammelten Museen gehören zu den bedeutendsten Museen der Vereinigten Staaten:
- Das Modern Art Museum of Fort Worth zeigt 2.600 Gemälde der Kunst nach 1945. Seit 2002 ist das Museum in einem Gebäude des japanischen Architekten Tadao Andō untergebracht.
- Das Kimbell Art Museum zeigt bildende Kunst von der Antike bis zum 20. Jahrhundert, darunter Werke von Caravaggio, Fra Angelico, El Greco, Rembrandt, Pablo Picasso, Henri Matisse und Paul Cézanne. Das Museumsgebäude ist ein Werk des Architekten Louis Kahn.
- Das National Cowgirl Museum and Hall of Fame dokumentiert das Leben der Frauen des amerikanischen Westens.
- Das Amon Carter Museum zeigt US-amerikanische Kunst des 19. und 20. Jahrhunderts. Es beherbergt eine große Sammlung von Western Art, darunter Werke von Frederic Remington und Charles M. Russell, und eine Sammlung von 30.000 Photographien. Das Gebäude wurde von Philip Johnson entworfen.

Weitere Sehenswürdigkeiten:

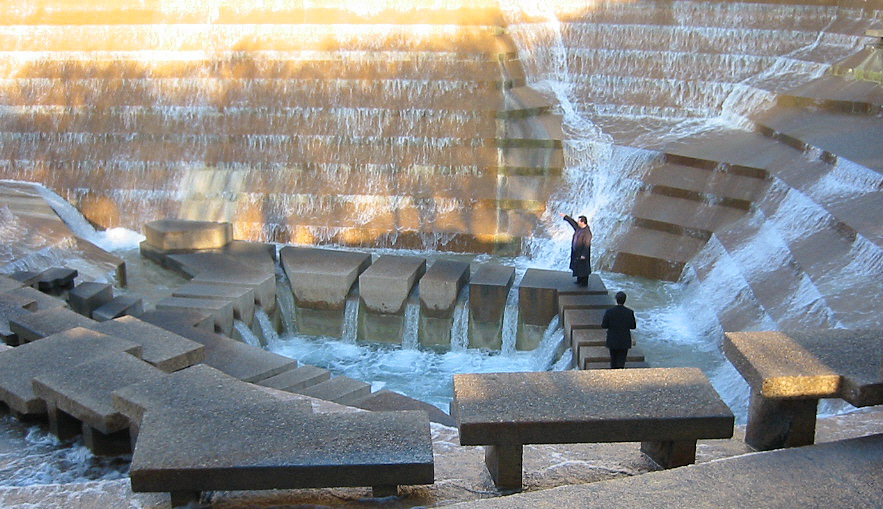
Water Gardens, Kulisse der Schlussszene aus Logan’s Run

- Philip Johnson ist auch der Schöpfer der Water Gardens (1976), eines innerstädtischen Parks mit spektakulären, teilweise begehbaren Brunnenbauwerken, der international bekannt wurde, als einige Szenen des Science-Fiction-Films Flucht ins 23. Jahrhundert (Logan’s Run) dort gedreht wurden.
- Der Botanische Garten zeigt eine Vielzahl einheimischer Pflanzenarten. Sehenswert sind vor allem auch der darin befindliche Japanische Garten sowie das Tropenhaus.
- Texas Motor Speedway
- Will Rogers Memorial Center, Mehrzweckarena von 1936
- Häuser im viktorianischen Stil und im Stil des Art déco im Stadtzentrum und den Historic Districts
- 1998 dem Art-déco-Stil nachempfundene Konzerthalle Bass Performance Hall nahe dem Sundance Square, Spielstätte des Fort Worth Symphony Orchestra
- Die Dickies Arena bietet 14.000 Besuchern Platz bei Konzert- und Sportveranstaltungen. Viele internationale Künstler traten seit November 2019 dort auf.

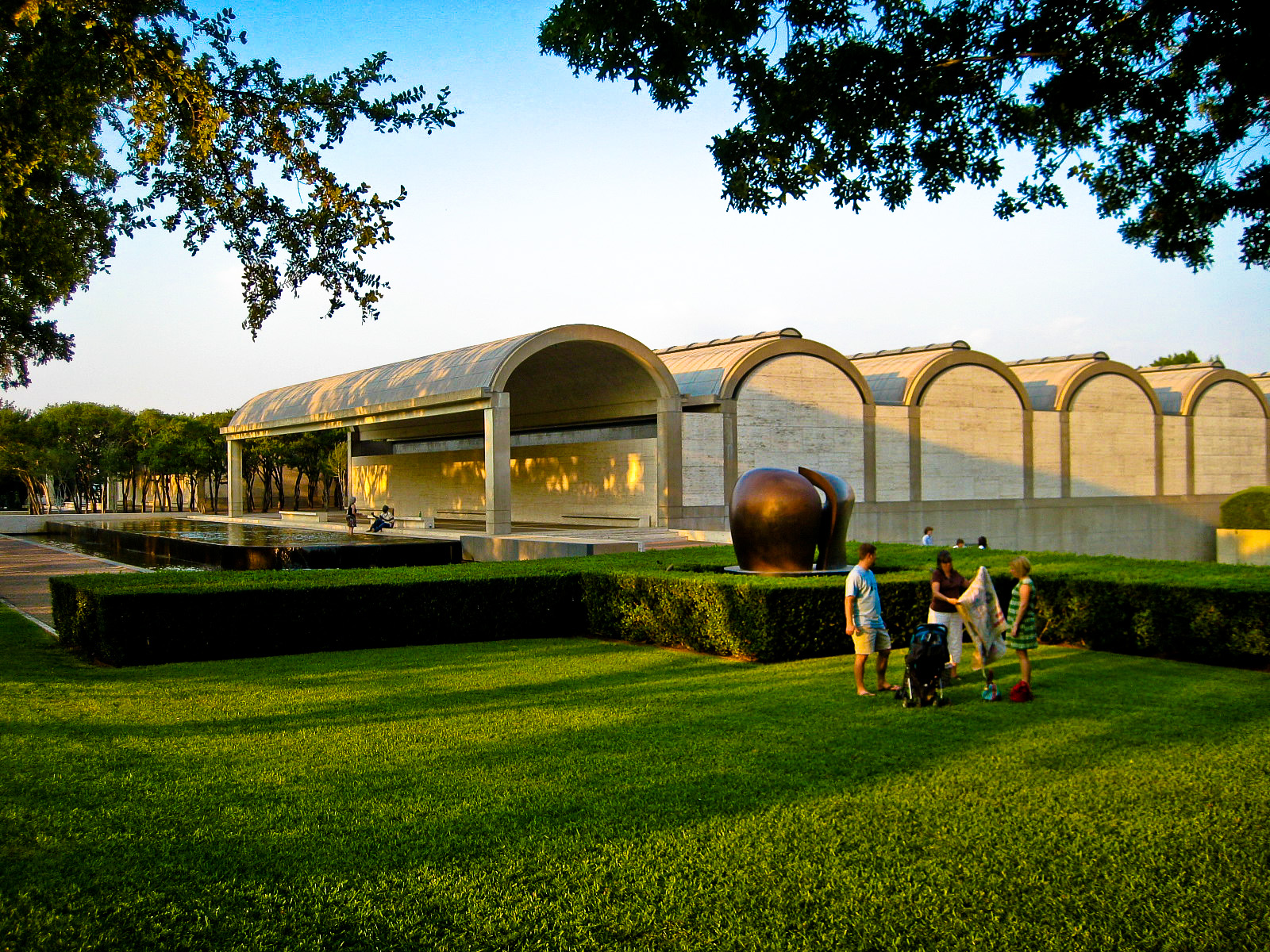
Kimbell Art Museum
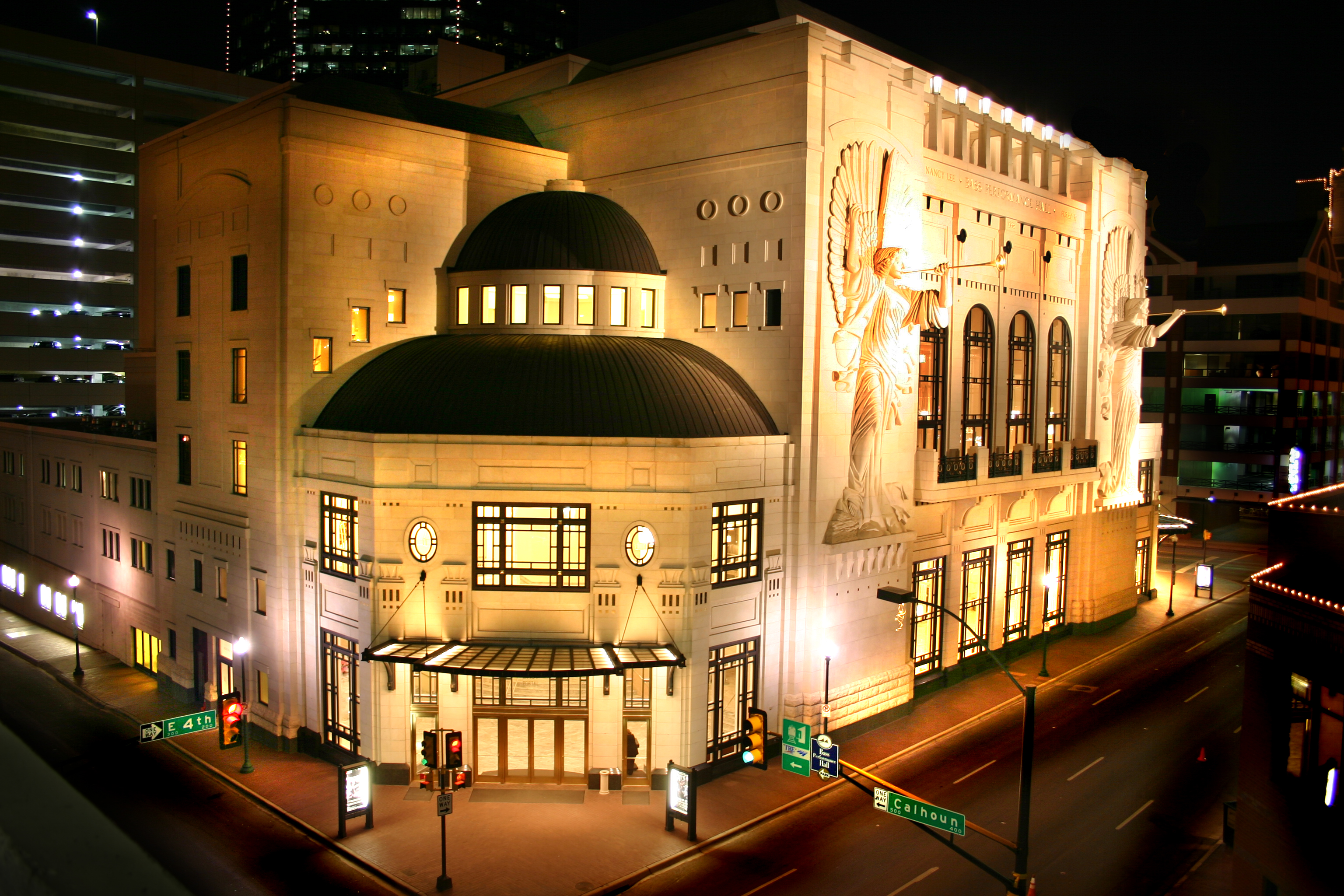
Bass Performance Hall, Konzerthaus
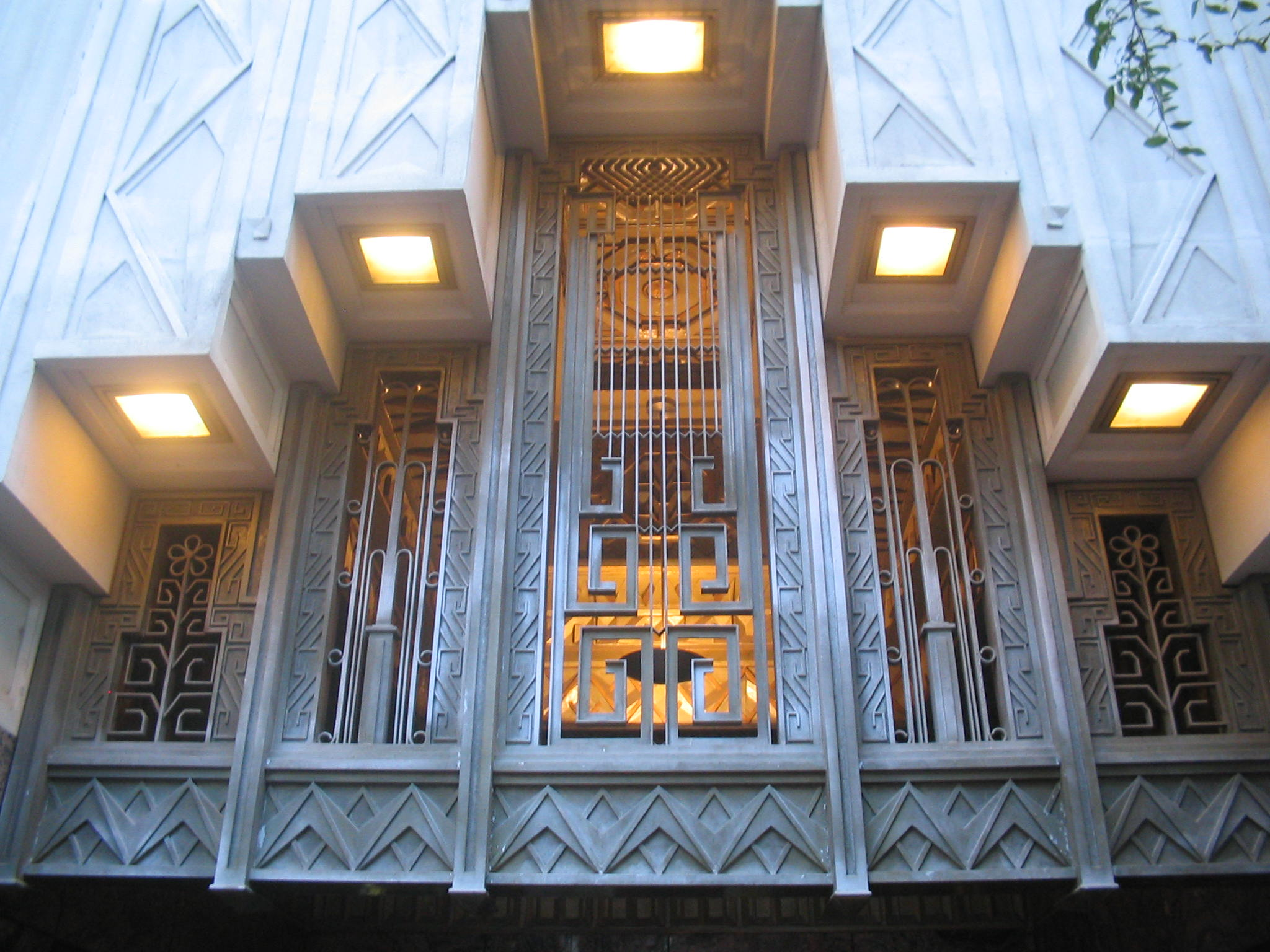
Art déco am Sinclair Building
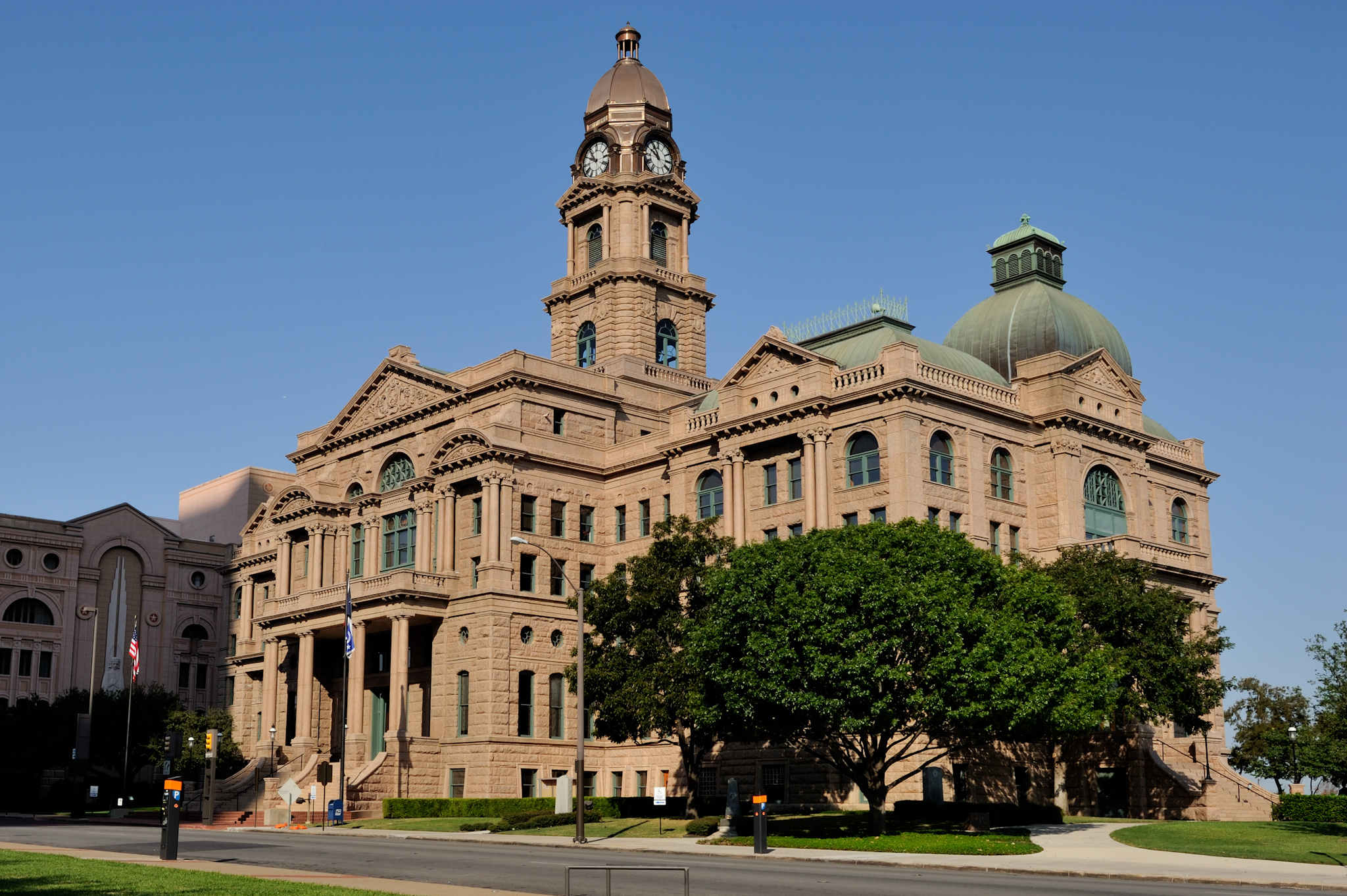
Gerichtsgebäude, Tarrant County Courthouse
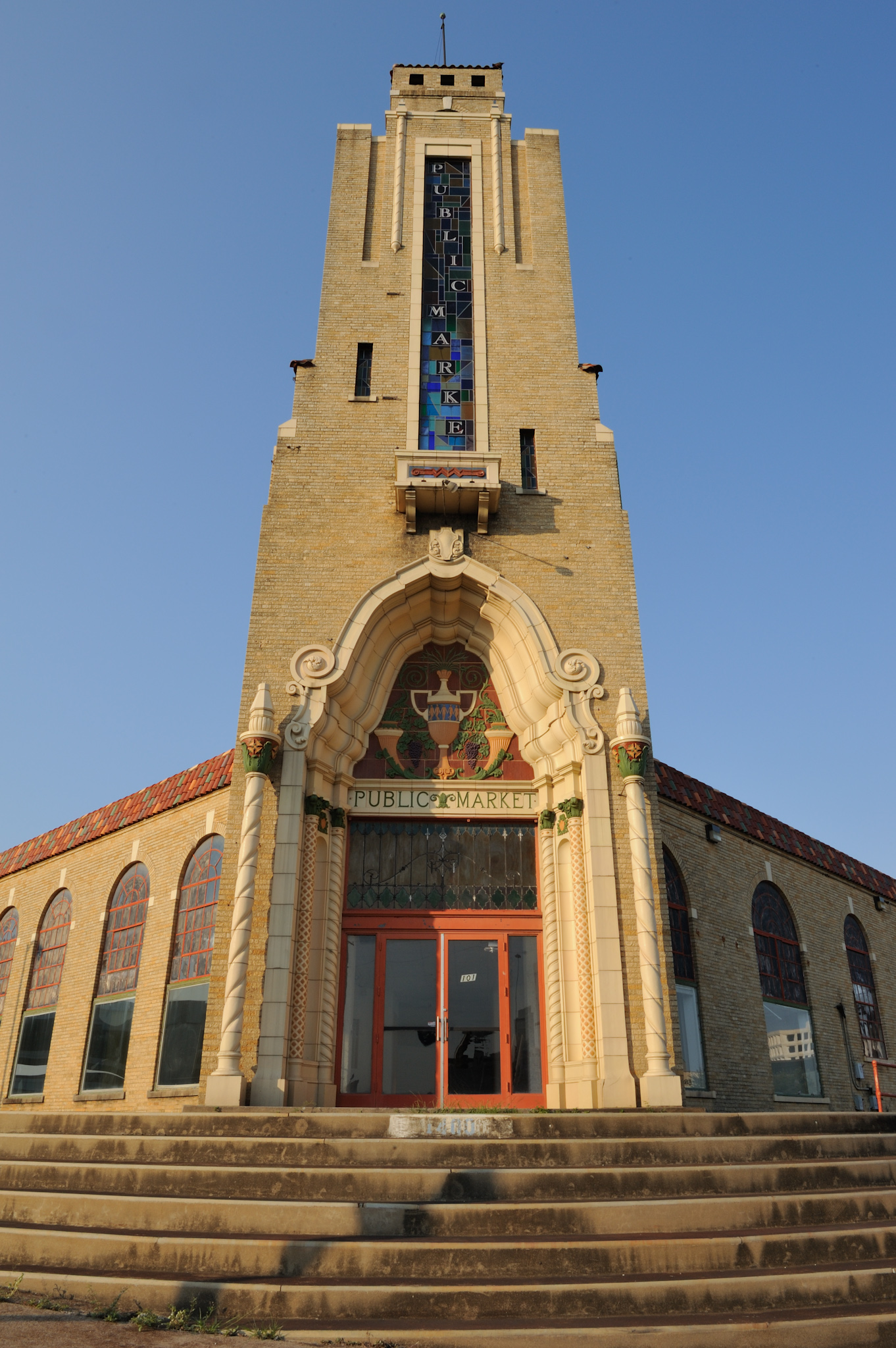
Markthalle, Fort Worth Public Market

## Wirtschaft und Infrastruktur

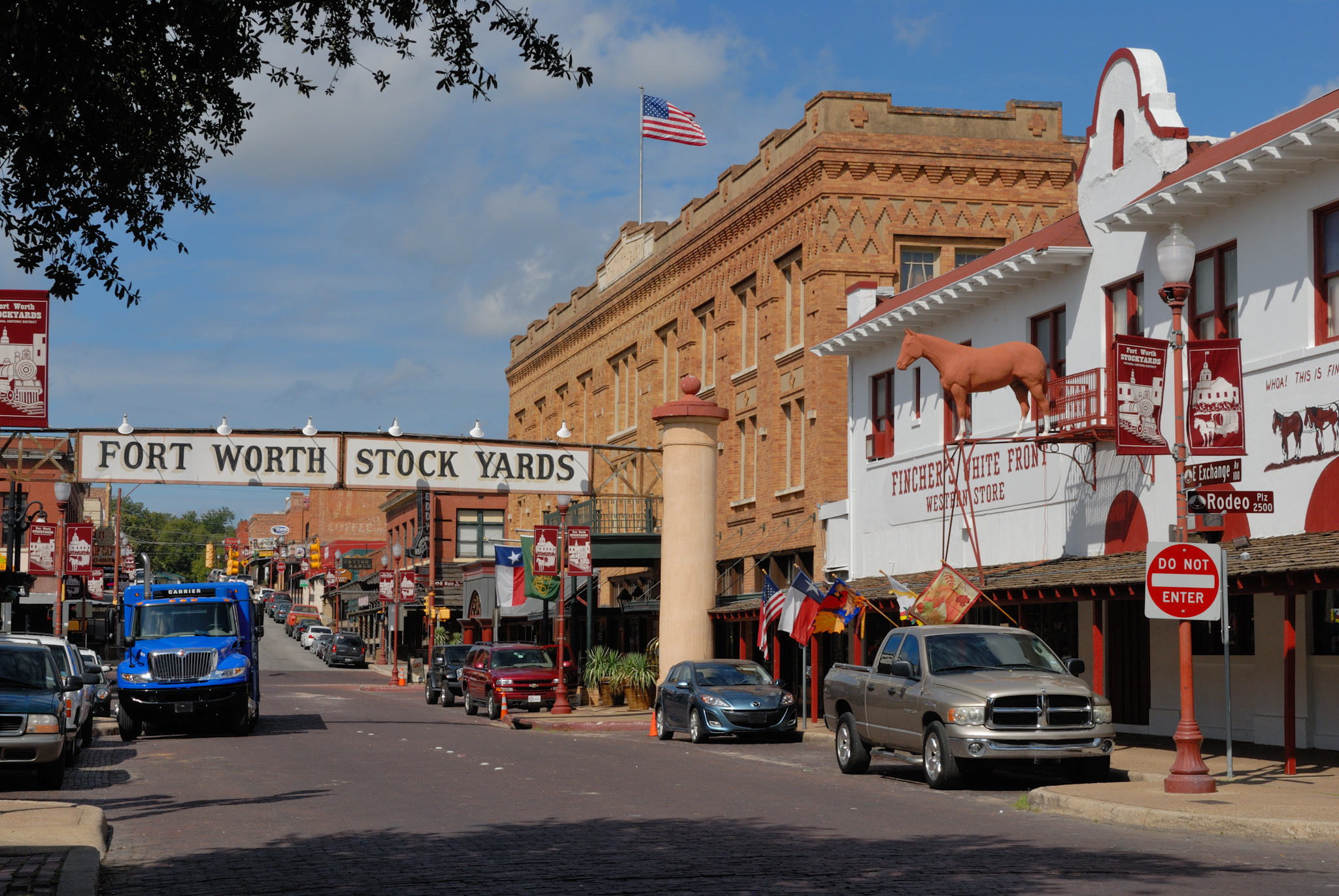
Fort Worth Stockyards, historisches Zeugnis des Viehhandels

In Fort Worth sind unter anderem folgende Unternehmen beheimatet:
- Alcon, Pharmaunternehmen
- American Airlines Group, eine Holdinggesellschaft für Flugunternehmen
- Bell Helicopter, Hubschrauberhersteller
- Williamson-Dickie Manufacturing Company, Hersteller von Textilien, Schuhen und Accessoires für Schule und Beruf
- Lockheed Martin, Rüstungs- und Technologiekonzern
- RadioShack, Sitz der Geschäftskette für Elektronikprodukte
- Texas Pacific Group, Venture Capital-Beteiligungsunternehmen
- XTO Energy, Energiekonzern

Fort Worth ist Standort des internationalen Verkehrsflughafens Dallas-Fort Worth (IATA-Code: DFW).
Der innerstädtische und regionale Verkehr ist vom Automobil bestimmt. Zwischen 1963 und 2002 verkehrte in der Stadt die Leonard’s Subway. Diese Straßenbahn wurde werbewirksam von ihrem Besitzer als die erste private U-Bahn der USA bezeichnet. Zurzeit plant man den Bau einer 12 Kilometer langen Straßenbahnstrecke in der Rosedale Street. Fort Worth ist Sitz der Eisenbahngesellschaft Burlington Northern Santa Fe Railway. Außerdem führt der U.S. Highway 287 durch die Stadt.

## Sport
| Klub              | Sport      | Gegründet | Liga                   | Spielort                     |
| ----------------- | ---------- | --------- | ---------------------- | ---------------------------- |
| Fort Worth Cats   | Baseball   | 2001      | AAIPBL                 | LaGrave Field                |
| Fort Worth Flyers | Basketball | 2005      | NBA Development League | Fort Worth Convention Center |

## Söhne und Töchter der Stadt
- Margene Adkins (* 1947), Footballspieler
- Norman Alden (1924–2012), Schauspieler und Synchronsprecher
- Adrienne Ames (1907–1947), Filmschauspielerin
- Trey Anastasio (* 1964), Gitarrist
- Kyan Anderson (* 1992), Basketballspieler
- Paulie Ayala (* 1970), Boxweltmeister
- Lou Ann Barton (* 1954), Blues- und Bluesrocksängerin
- Gerry Beckley (* 1952), Musiker
- Tex Beneke (1914–2000), Jazz-Saxophonist und Sänger
- Patricia Blair (1933–2013), Schauspielerin
- Chris Boswell (* 1991), Footballspieler
- Leo Brewster (1903–1979), Bundesrichter
- Blake Brockermeyer (* 1973), Footballspieler
- Wes Brown (* 1982), Schauspieler
- Sumter Bruton (1944–2022), Blues- und Jazzmusiker
- Jack Canfield (* 1944), Autor und Motivationstrainer
- Kate Capshaw (* 1953), Filmschauspielerin
- John Carter (1929–1991), Jazz-Musiker
- Chris Cason (* 1974), Anime-Synchronsprecher, ADR Director und Skriptschreiber
- Mark David Chapman (* 1955), Mörder des Ex-Beatles John Lennon
- Francis Cherry (1908–1965), Politiker und Gouverneur von Arkansas
- Yvonne Chouteau (1929–2016), Ballerina
- Thomas Haden Church (* 1960), Schauspieler
- Kelly Clarkson (* 1982), Popsängerin
- Ornette Coleman (1930–2015), Jazz-Musiker und Komponist
- Alan Culpepper (* 1972), Langstreckenläufer
- King Curtis (1934–1971), Tenorsaxophonist
- Mac Curtis (1939–2013), Rockabilly- und Country-Sänger
- Steve Cruz (* 1963), Boxer im Federgewicht
- Donald Curry (* 1961), Boxer
- Wendy Davis (* 1963), Politikerin
- Bobby Day (1928–1990), R&B-Sänger und Songwriter
- Johnny Dowd (* 1948), Alternative-Country-Musiker
- Mike Dunleavy, Jr. (* 1980), Basketballspieler
- Cornell Dupree (1942–2011), Jazzgitarrist
- Shelley Duvall (1949–2024), Schauspielerin
- George Eads (* 1967), Schauspieler
- William von Eggers Doering (1917–2011), Chemiker
- Perry Ferguson (1901–1963), Szenenbildner
- Kirk Franklin (* 1970), Gospel-Musiker
- Kerry Gammill (* 1954), Illustrator, Comiczeichner, Storyboard- und Filmdesigner
- Joy Garrett (1945–1993), Film- und Theaterschauspielerin und Sängerin
- Cae Gauntt (* 1956), Sängerin
- Preston M. Geren (* 1952), Politiker
- Richard Gilliland (1950–2021), Schauspieler
- Craig Goldman (* 1969), Politiker
- Janet Gunn (* 1961), Schauspielerin
- Aaron Gustavson (* 1986), Pokerspieler
- Larry Hagman (1931–2012), Schauspieler
- Bug Hall (* 1985), Schauspieler
- Jack Hanlon (1916–2012), Kinderdarsteller
- Harriet Sansom Harris (* 1955), Schauspielerin
- James V. Hart (* 1947), Drehbuchautor und Filmproduzent
- Gene Hatcher (* 1959), Boxer im Halbweltergewicht
- Taylor Hawkins (1972–2022), Schlagzeuger der Foo Fighters
- Julius Arthur Hemphill (1938–1995), Jazzmusiker
- Don Hendrix (1905–1961), Optiker am Mount-Wilson-Observatorium
- Thomas Herrion (1981–2005), Footballspieler
- Patricia Highsmith (1921–1995), Schriftstellerin
- Darrow Hooper (1932–2018), Kugelstoßer
- Rich Hopkins (* 1958), Musiker
- Gayle Hunnicutt (1943–2023), Schauspielerin
- Clyde Hurley (1916–1963), Jazztrompeter bei Glenn Miller
- Martha Hyer (1924–2014), Schauspielerin
- Ernest Istook (* 1950), Politiker
- Fred Jackson (* 1981), Footballspieler
- Ronald Shannon Jackson (1940–2013), Jazz-Schlagzeuger
- Seth James (* 20. Jahrhundert), Countrysänger und Gitarrist
- Jesse Jane (1980–2024), Model und Pornodarstellerin
- Joe Johnston (* 1950), Designer und Regisseur
- Mitchell Krueger (* 1994), Tennisspieler
- Keith Langford (* 1983), Basketballspieler
- Kevin Langford (* 1985), Basketballspieler
- Wallace Langham (* 1965), Schauspieler
- Yale Lary (1930–2017), Footballspieler
- Prince Lasha (1929–2008), Musiker des Avantgarde-Jazz
- Eugene Lee (1933–2005), Kinderschauspieler
- Mallory James Mahoney (* 2005), Schauspielerin
- Kirstin Maldonado (* 1992), Sängerin und Songwriterin
- Tamela Mann (* 1966), Schauspielerin und Gospelsängerin
- Jim Marrs (1943–2017), Autor verschwörungstheoretischer Bücher
- Kimberly Matula (* 1988), Schauspielerin
- Kimberly McArthur (* 1962), Schauspielerin und Playmate
- Gail C. McDonald (1944–2020), Regierungsbeamtin
- Cody McFadyen (1968–2023), Schriftsteller von Kriminalromanen
- Ray McKinley (1910–1995), Jazz-Schlagzeuger, Sänger und Bandleader des Swing
- James McMurtry (* 1962), Folkrocksänger und Singer-Songwriter
- Leighton Meester (* 1986), Schauspielerin und Sängerin
- Robert Bruce Merrifield (1921–2006), Chemiker und Nobelpreisträger
- Windell Middlebrooks (1979–2015), Schauspieler
- Roger Miller (1936–1992), Country-Sänger und Songschreiber
- Ronald Mills (* 1951), Schwimmer
- Hugh Moffatt (* 1948), Country-Sänger und Songschreiber
- Charles Moffett Sr. (1929–1997), Jazz-Schlagzeuger
- Oscar Monnig (1902–1999), Amateurastronom
- Caleb Moore (1987–2013), Quad- und Schneemobilfahrer
- Dru Mouser (* 1971), Schauspielerin
- Mike Nelms (* 1955), Footballspieler
- Jordan Neuman (* 1983), American-Football-Spieler und -Trainer
- Brandon Oldenburg (* 1973/1974), Animator und Oscarpreisträger
- Bill Owens (* 1950), Gouverneur von Colorado
- Michelle Page (* 1987), Schauspielerin und Filmproduzentin
- Twila Paris (* 1958), Sängerin, Liedermacherin, Pianistin und Autorin
- Fess Parker (1924–2010), Schauspieler
- Bill Paxton (1955–2017), Schauspieler und Regisseur
- David Atlee Phillips (1922–1988), Offizier der CIA
- George Polk (1913–1948), Journalist
- William R. Polk (1929–2020), Historiker, Publizist und außenpolitischer Berater
- Joe R. Pool (1911–1968), Politiker
- Jesse Powell (1924–1982), R&B- und Jazz-Saxophonist und Bandleader
- Conner Prince (* 2000), Sportschütze
- Dewey Redman (1931–2006), Freejazz- und Bebop-Saxophonist
- Rex Reed (* 1938), Filmkritiker, Fernsehmoderator und Schauspieler
- Marlon Riggs (1957–1994), Filmproduzent, Autor, Dichter und LGBT-Aktivist
- Ryan Roberts (* 1980), Baseballspieler
- Billy Robinson (1939–2005), Jazz-Saxophonist
- Jack Robinson (1927–2022), Basketballspieler
- Kevin Robinzine (* 1966), Leichtathlet und Olympiasieger
- Bradley Roby (* 1992), Footballspieler
- Rudy Royston (* um 1970), Jazzmusiker
- Marvin T. Runyon (1924–2004), Manager und Politiker
- Shea Seger (* 1979), Sängerin
- Ray Sharpe (* 1938), Rock-’n’-Roll-Musiker
- Tiya Sircar (* 1982), Schauspielerin
- Charles Smith (* 1975), Basketballspieler
- Taylor Smith (* 1993), Fußballspielerin
- Tyler Smith (* 2001), Footballspieler
- Chris Steele (* 1966), Filmregisseur, Drehbuchautor, Filmproduzent und Pornodarsteller
- Stacy Sykora (* 1977), Volleyballspielerin
- Anthony Basil Taylor (* 1954), Bischof von Little Rock
- Weldon Thomas (* 1929), Opernsänger (Bass)
- Wayman Tisdale (1964–2009), Basketballspieler und Jazzmusiker
- Karri Turner (* 1966), Schauspielerin
- Hunter Tylo (* 1962), Schauspielerin und Autorin
- Halapoulivaati Vaitai (* 1993), Footballspieler
- Townes Van Zandt (1944–1997), Musiker und Singer-Songwriter
- Marc Veasey (* 1971), Politiker
- Stephen Welch (* 1972), Rollstuhltennisspieler
- Martha Wells (* 1964), Fantasy- und Science-Fiction-Schriftstellerin
- Dallas Wiens (* 1985), erster US-Amerikaner mit kompletter Gesichtstransplantation
- Darrent Williams (1982–2007), American-Football-Spieler
- Van Williams (1934–2016), Schauspieler
- Michael Wimberly (* um 1960), Jazzmusiker
- Bobby Witt Jr. (* 2000), im Vorort Colleyville geborener Baseballspieler
- Morgan Woodward (1925–2019), Schauspieler
- Tariq Woolen (* 1999), American-Football-Spieler
- Anita Woolfolk (* 1947), Psychologin
- Jim Wright (1922–2015), Politiker
- Jeana Yeager (* 1952), Testpilotin
- Carlson Young (* 1990), Schauspielerin

## Politik
- Liste der Bürgermeister von Fort Worth

### Städtepartnerschaften
- Reggio nell’Emilia (Italien), seit 1985
- Nagaoka (Japan), seit 1987
- Trier (Deutschland), seit 13. Juli 1987
- Bandung (Indonesien), seit 1990
- Budapest (Ungarn), seit 1990
- Toluca (Mexiko), seit 1998
- Mbabane (Eswatini), seit 2004
- Guiyang (Volksrepublik China), seit 2010

## Klimatabelle
|                       | Jan  | Feb  | Mär  | Apr  | Mai   | Jun  | Jul  | Aug  | Sep  | Okt  | Nov  | Dez  |   |       |
| Mittl. Tagesmax. (°C) | 12,3 | 14,9 | 19,9 | 24,6 | 28,3  | 33,3 | 35,8 | 35,7 | 31,0 | 25,8 | 19,3 | 14,2 | ⌀ | 24,6  |
| Mittl. Tagesmin. (°C) | 0,4  | 2,7  | 7,6  | 12,6 | 17,0  | 21,1 | 23,4 | 23,1 | 19,4 | 13,2 | 7,4  | 2,4  | ⌀ | 12,6  |
|                       |      |      |      |      |       |      |      |      |      |      |      |      |   |       |
| Niederschlag (mm)     | 46,5 | 55,4 | 70,4 | 88,9 | 124,0 | 75,7 | 58,7 | 56,1 | 86,1 | 89,4 | 58,2 | 46,7 | Σ | 856,1 |
|                       |      |      |      |      |       |      |      |      |      |      |      |      |   |       |
| Regentage (d)         | 5,0  | 4,9  | 5,7  | 6,5  | 7,4   | 5,2  | 4,0  | 3,6  | 5,5  | 5,1  | 5,0  | 5,0  | Σ | 62,9  |

| 0,4 |

| 2,7 |

| 7,6 |

| 12,6 |

| 17,0 |

| 21,1 |

| 23,4 |

| 23,1 |

| 19,4 |

| 13,2 |

| 7,4 |

| 2,4 |

| 0,4 |

| 2,7 |

| 7,6 |

| 12,6 |

| 17,0 |

| 21,1 |

| 23,4 |

| 23,1 |

| 19,4 |

| 13,2 |

| 7,4 |

| 2,4 |